# Îles McDonald
Pour les articles homonymes, voir MacDonald.
Les îles McDonald forment un petit archipel d'Australie situé dans le Sud de l'océan Indien, entre l'Australie, Madagascar et l'Antarctique, dans le territoire extérieur des îles Heard-et-MacDonald. Les îles McDonald se composent de l'île McDonald et du rocher Meyer, anciennement de Flat Island qui a fusionné avec l'île McDonald à la faveur d'éruptions volcaniques entre novembre 2000 et novembre 2001.

## Géographie
Les îles McDonald se situent dans le sud de l'océan Indien, entre l'Australie, Madagascar et l'Antarctique. L'archipel est distant de 43 kilomètres de l'île Heard située à l'est et avec laquelle elles forment le territoire extérieur australien des îles Heard-et-MacDonald.
Les îles McDonald se composent de l'île McDonald, la plus grande, et du rocher Meyer. Une troisième île, Flat Island, existait mais elle a fusionné avec l'île McDonald entre novembre 2000 et novembre 2001 à la faveur d'éruptions volcaniques qui ont produit des coulées de lave ayant agrandi l'île McDonald.
Le point culminant de l'archipel est le mont McDonald situé sur l'île McDonald et dont l'altitude est de 230 mètres.

## Histoire
Le capitaine William McDonald à bord du Samarang découvre les îles McDonald le 4 janvier 1854.
Les îles McDonald et les autres îles du territoire reviennent à l'Australie en 1947 et sont inscrites sur la liste du patrimoine mondial de l'UNESCO en 1997.